# 안티고네 (소포클레스)
《안티고네》(그리스어: Ἀντιγόνη)는 고대 그리스의 비극작가 소포클레스가 기원전 441년 혹은 그 이전에 만든 비극으로, 디오니소스제에서 상연되었다. 《아이아스》에 이어 소포클레스의 현존하는 두번째 희곡이며, 《오이디푸스왕》, 《콜로노스의 오이디푸스》와 함께 소포클레스의 테바이 비극 3부작을 이룬다. 《안티고네》는 테바이의 왕 크레온과 오이디푸스 왕의 딸인 어린 소녀 안티고네 사이의 갈등을 다루고 있다.
소포클레스가 만든 희곡은 123편이나 전해지는 것은 7편이며, 《안티고네》는 《오이디푸스왕》과 함께 오랫동안 공연되어 왔다. 독일의 극작가인 브레히트와 프랑스의 극작가인 장 아누이에 의해 새로 쓰여져 공연되었다.
1999년 한국 서울시립극단과 극단 감동광산에 의해서 공연되었다.

## 작품의 구조
프롤로고스와 등장가 그리고 5개의 삽화, 엑소도스로 이루어져 있다.
- 프롤로고스: 1 ~ 99행
- 등장가: 100 ~ 161행
- 에페이소디온 I: 162 ~ 331행
- 정립가 I: 332 ~ 375행
- 에페이소디온 II: 376 ~ 581행
- 정립가 II: 582 ~ 625행
- 에페이소디온 III: 626 ~ 780행
- 정립가 III: 781 ~ 800행
- 에페이소디온 IV: 801 ~ 943행 (애탄가 806 ~ 882행 포함)
- 정립가 IV: 944 ~ 987행
- 에페이소디온 V: 988 ~ 1114행
- 정립가 V 또는 무도가: 1115 ~ 1154행
- 애탄가: 1261 ~ 1347행
- 엑소도스: 1348 ~ 1353행

## 줄거리
안티고네는 오이디푸스 왕의 딸이다. 아버지이자 왕인 오이디푸스가 스스로 눈을 찔러 실명한 채로 떠돌아 다니게 되고, 두 오빠 폴리네이케스와 에테오클레스가 왕권을 놓고 다투다 모두 죽는다. 그리하여 안티고네의 삼촌인 크레온이 왕이 된다.
크레온은 애국자인 에테오클레스만 성대히 장례를 치러주고 반역자 폴리네이케스의 시체는 들에 그냥 버려두어 야생동물들에게 먹히게 하라는 포고를 내린다. 안티고네는 혈육의 정에 이끌려 크레온의 명령을 어기고 들에 버려진 폴리네이케스의 시체를 몰래 묻어준다. 이 사실을 안 크레온은 안티고네를 소굴에 가둔다. 안티고네를 연모하던 크레온 왕의 아들 하이몬도 안테고네를 따라 죽기로 결심하는데 크레온은 아들이 죽게 된 것에 놀라서 안티고네가 갇혀 있는 소굴로 달려간다. 하이몬은 아버지를 보자 격분하여 칼로 찌르려고 하고 크레온은 도망친다. 하이몬은 자살하고 이 사실을 안 크레온왕의 아내 에우리디케도 침대에서 자살한다.

## 설명
소포클레스의 《안티고네》는 그리스 비극의 전형적인 구조를 택하고 있으며 그 어떤 극작품보다 정교한 플롯을 보여 주고 있다. 이 작품은 군더더기가 전혀 없는 압축된 구조를 유지하고 있으며, 모든 내용이 안티고네의 큰오빠이며 크레온의 생질인 폴리네이케스의 매장이란 단일한 사건을 중심으로 빈틈없는 인과관계의 맥락 속에서 치밀하게 전개된다.
《안티고네》의 내용은 이 작품과 더불어 3부작이라고 할 수 있는 《오이디푸스 왕》과 《콜로노스의 오이디푸스》에 연결된다. 오이디푸스가 죽고 난 후에 오이디푸스 자녀들에 대한 이야기가 《안티고네》에서 펼쳐진다. 오이디푸스의 두 아들 간의 불화가 깊어져 치열한 싸움이 진행된다. 결국 그들은 서로의 목숨을 빼앗게 된다. 테베의 왕인 크레온은 조국인 테베를 상대로 싸움을 벌였던 조카 폴리네이케스의 시체를 들판에 그대로 방치하고 매장을 금지했으며, 이 명령을 어기는 자는 죽음을 면치 못할 것이라고 경고한다. 폴리네이케스의 시신 매장을 금하는 크레온의 명령에 모든 백성들은 침묵한다. 그러나 그의 조카인 안티고네는 테베의 왕인 크레온의 명령을 어기고 오빠의 시체를 묻어 주기로 결심한다.
크레온의 명령과 경고에 대한 안티고네와 이스메네의 대사로 《안티고네》는 시작된다. 폴리네이케스의 매장을 둘러싼 안티고네와 크레온의 대립, 즉 신의 법을 크레온 왕의 명령보다 우위에 두는 안티고네와, 국법을 고집하는 크레온의 갈등이 이 극의 가장 근원적인 갈등이다.
안티고네는 동기간의 사랑으로 인해 왕명을 거역하는 인간이지만, 근본적으로 선한 인간이고 어느 한 순간도 천박하고 이기적인 욕망에 사로잡혀 행동하는 인물이 아니다. 그리하여 자크 라캉은 이 작품을 가장 숭고하고 가장 완벽한 예술 작품 중의 하나이며 여주인공 안티고네는 "지상에 나타난 인물 중 가장 고결한 인물"이라고 극찬했다.
고대 자연법사상이 처음으로 언급되고 있다고 평가받는다. 안티고네는 양심(자연법)과 국왕의 명령(실정법)의 대립 속에서 양심을 선택, 오빠 폴리네이케스의 시체를 묻어주려고 하다 형사처벌되었다.

## 같이 보기
- 자연법사상
- 안티고네 (아누이)